# Santa María de Casaio
Santa María de Casaio é uma paróquia localizada a leste do município de Carballeda de Valdeorras. De acordo com o registro municipal (INE 2011), tem 421 habitantes (221 homens e 200 mulheres), que é uma diminuição em 17 habitantes em relação ao ano anterior.
Apesar de aparecer como uma entidade única, a Casaio é composta por quatro bairros: Casaio Suso, Romiña, Somoza e Cadanaia. A freguesia está localizada a quase 1200 metros de altura, nas montanhas de Lardeira, em que sua serra serve de fronteira com a região de León Cabreira. Seu clima é de tipo oceânico de montanha.

## História

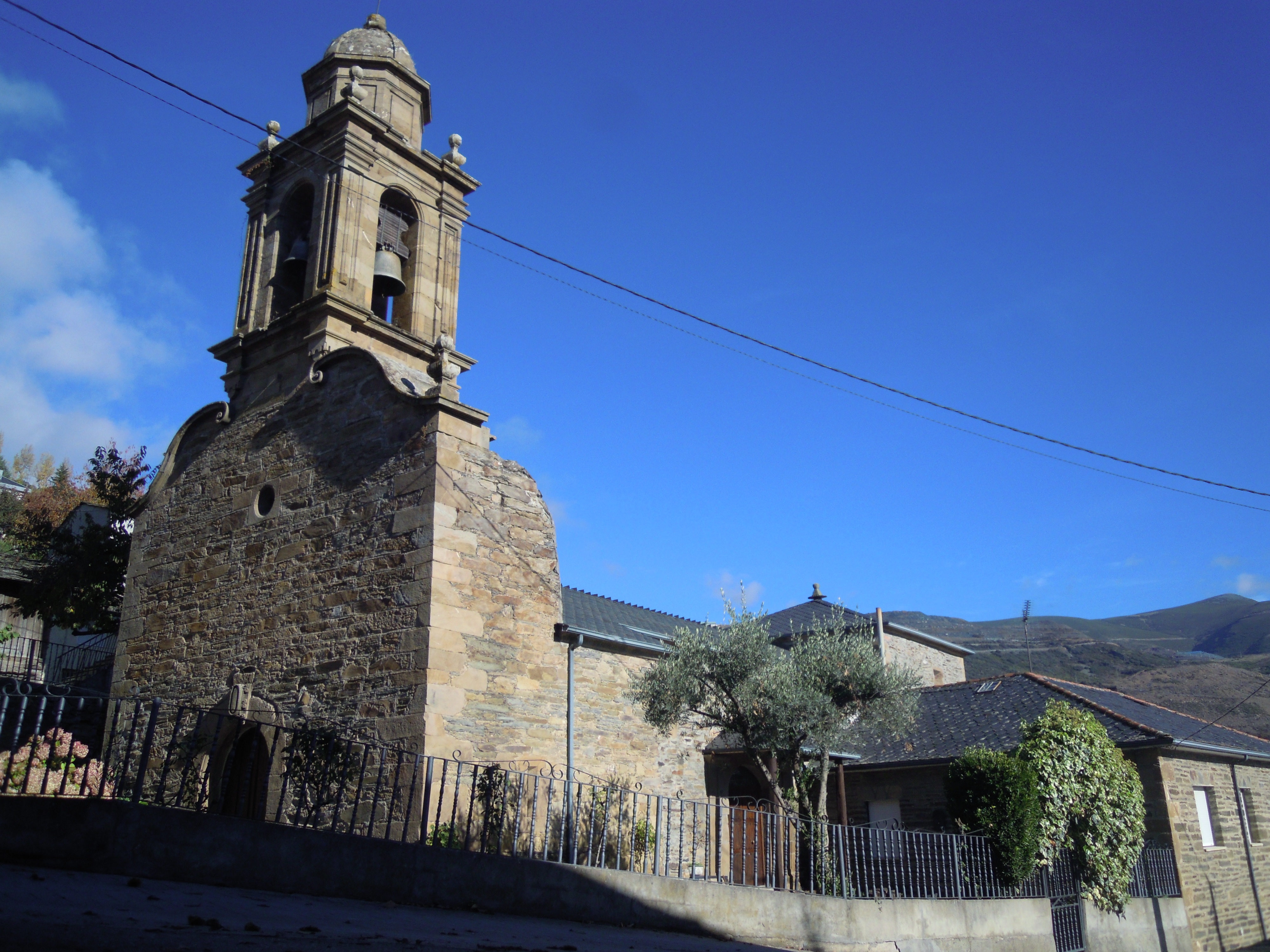
Igreja paroquial.

A primeira menção de referência de Casaio corresponde ao Parochiale suevorum, do século VI, em que aparece como Cassavio, aparecendo como uma das paróquias da Gallega da época (e em conjunto com Geurros, como as únicas duas valdeas), mas pertencente à diocese de Ourense (hoje é da diocese de Astorga). Também é documentado no século XI. Durante a Idade Média, Casaio, fazia parte da herança de Ribera, que correspondia à bacia do rio Casaio, que fazia parte da propriedade de Valdeorras.
Desde o século XV, Casaio, juntamente com a paróquia vizinha de Lardeira, faz parte da jurisdição de Cabreira, exercida pelo Marquesado de Vilafranca, com uma casa nobre em Villafranca del Bierzo. No início do século XVI (1509), os moradores de Casaio e Lardeira, fizeram um acordo de arrendamento com as Marquises de Villafranca, pelo qual pagariam uma compensação anual pelo direito de explorar as montanhas incluídas nas belas paróquias. No Diccionario geográfico-estadístico de España y Portugal (1826) é indicado que tinha 307 habitantes e que pertencia à província de Leão. Após a divisão territorial da Espanha em 1833, a Casaio tornou-se parte do município de Carballeda de Valdeorras e da província de Ourense.
A situação na montanha, que era relativamente isolante durante o Antigo Regime, dada a predominância de uma economia de subsistência, tornou-se um lembrete da Revolução Industrial, porque Casaio e, em geral, toda a bacia do rio Casoio, está distante do rio Sil, que é onde a ferrovia passa, e estrada N-536. No entanto, o acesso a Casaio e ao resto da bacia aludida, eles apenas tinham caminhos de animais, ou caminhos simples, como o único meio de comunicação. 
No final do século XIX, começou a exploração das minas de Valborraz, com estudos geológicos. No início do século XX, as Minas de Belgrano de Wolfram de Balborraz compraram os direitos de exploração, herdados do fórum assinado no século XVI, e iniciaram a exploração industrial do sítio, que foi ativo até 1928. Em 1938, a fazenda foi transferida para agentes da Alemanha nazi, através de um consórcio hispano-alemão, para obter tungstênio. Em novembro de 1942, como parte da Segunda Guerra Mundial, eles começaram a chegar das prisões de Celanova, Santa Isabel (Santiago de Compostela) e as represálias dos prisioneiros de Ourense pelo Franquismo como parte da força de trabalho, até 463 de todo o Estado, para o qual eles receberam uma caneta de cartão de resgate. A exploração fechou em 1 de julho de 1944, após a Batalha da Normandia, mas permaneceu ativa entre 1952 e 1963, embora com menor carga de trabalho. 
Em 1938, com a chegada dos alemães à exploração, foi aberta uma faixa para que eles pudessem acessar caminhões e máquinas, o que significou a ruptura do isolamento para Casaio e outras localidades na margem direita do rio Casaio, como Viladequinta, A Portela e O Trigal. Este canal de comunicação (atual rodovia OU-122) supôs o primeiro contato da população nativa com os métodos do trabalho capitalistas.
O fórum do século XVI tornou-se um obstáculo em meados do século XX, porque quando as árvores de ardósia foram descobertas em tais montanhas, a marquise reivindicou seus direitos. Depois de anos de processos judiciais, a comunidade de residentes pagou uma alta indenização ao Marquesado de Vilafranca, o que lhes permitiu explorá-los em cooperativas ou pequenas empresas, embora nessa época outras empresas já haviam arrendado pedreiras. A partir destes momentos, a Casaio tornou-se, mas por um curto espaço de tempo, em um dos centros de faróis mais dinâmicos dos Valdeorras, dada a proximidade de muitas das pedreiras, mesmo uma grande colônia de origem portuguesa - a maioria de Tras Montes - seria como trabalhadores imigrantes, então foi dito que na Casaio havia mais portugueses do que seus próprios vizinhos. No entanto, esta altura durou apenas alguns anos; Por um lado, a estrada para Casaio foi, e é, muito estreita para a circulação crescente de caminhões e outros veículos e o solo industrial era necessário, com todas as suas provisões, para um processo de cobrança que aumentou sua usinagem, o que o fez as empresas preferiram outros lugares para acomodar suas fábricas; Por outro lado, a Casaio não tinha serviços básicos para uma população crescente: falta de farmácias, médicos, centros de lazer, escolas secundárias etc. Como resultado, grande parte da população mudou-se para Sobradelo (15 km), O Barco de Valdeorras (19 km) ou outros lugares. 
Um segundo passo na modernização da paróquia foi a tentativa de exploração do turismo de montanha, centrada no maciço de Pena Trevinca, especialmente no alpinismo e no esqui. O motorista dessas atividades foi o médico do barco, Gonzalo Gurriarán, que foi capaz de criar o Club Peña Trevinca, com sede no Barco, durante os anos 40, e a construção de um refúgio de montanha no local do porto da Fonte da Cova, a mais de 1800 m. altura Posteriormente, um hotel foi erguido no mesmo local, que seria abandonado. No entanto, essas tentativas não conseguiram obter uma dinâmica suficientemente industrial, embora o refúgio e o clube permaneçam, devido a muitos bons sorteiros, ambos iniciando esportes de montanha: esqui, alpinismo, caminhadas, etc.

## Arte
Na igreja de Santa María de Casaio destaca-se o seu retábulo maneirista, do século XVI, traçado por Gaspar Becerra e esculpido por seu discípulo Pedro de Bilbão. Esses artistas tiveram durante o tempo seu centro de atividade em Astorga, sede do bispado em que todos os Valdeorras estão incluídos.
Nas montanhas de Casaio, em uma zona de fácil acesso, há o eremitério (com um retábulo do século XIV) de San Xil, dedicado a esse santo, que, segundo a documentação a este respeito, embora de uma vida um tanto sombria, foi eremita nesta área. Por enquanto, são os únicos valdeorres sagrados reconhecidos oficialmente.
Na vila de Romiña há outra capela. 